# Michael Bingham
Michael Bingham (ur. 13 kwietnia 1986) – brytyjski lekkoatleta, sprinter.

## Kariera sportowa
W 2009 roku zdobył srebrny medal na mistrzostwach świata w Berlinie w sztafecie 4 × 400 metrów. Razem z nim w sztafecie biegli Conrad Williams, Robert Tobin i Martyn Rooney. W starcie indywidualnym Bingham był siódmy w biegu na 400 metrów. Wicemistrz Europy w biegu na 400 metrów z 2010 roku zajął w tej konkurencji trzecie miejsce w pucharze interkontynentalnym w Splicie. Złoty medalista halowych mistrzostw Europy z 2013 w sztafecie 4 × 400 metrów. Srebrny medalista halowych mistrzostw świata w 2014 roku w konkurencji sztafety 4 × 400 m. W tym samym roku zdobył złoto w biegu rozstawnym podczas igrzysk Wspólnoty Narodów w Glasgow oraz stanął na najwyższym stopniu podium mistrzostw Europy.
Do 30 kwietnia 2008 reprezentował barwy USA. Jako reprezentant Stanów Zjednoczonych zdobył brąz mistrzostw panamerykańskich juniorów w dziesięcioboju (2005).

## Rekordy życiowe
- bieg na 200 metrów – 20,75 (wiatr: -1,2 m/s) Atlanta, 16 maja 2009
- bieg na 400 metrów – 44,74 Berlin, 19 sierpnia 2009
- bieg na 300 metrów (hala) – 33,44 Blacksburg (Wirginia) 12 stycznia 2007
- bieg na 400 metrów (hala) – 45,69 College Station (Teksas) 14 marca 2009